# ズンドコベロンチョ
「ズンドコベロンチョ」は、1991年4月18日にテレビドラマ『世にも奇妙な物語』内で放送されたストーリーである。第94作目。同回の作品に「愛車物語」「ライバル」がある。また、2015年11月21日に同番組で新たな脚本とキャストによるリメイク版も放送された。

## あらすじ
時はバブル時代、主人公は、妻と娘と暮らす優秀なエリートサラリーマンの三上修二（草刈正雄）。仕事の場を中心に自分の知識の広さ深さを披露し、難解な言葉を頻繁に駆使、活用して周りから畏怖、尊敬されていた。自らも「俺が知らないことなんてこの世にはない」と自負していて、難しい言葉のわからない上司や部下たちのことを信じられないと言って軽蔑し、無能な奴らだと考えていた。
ある日、三上は身の回りで「ズンドコベロンチョ」なる自分の全く知らない謎の言葉を耳にする。皆その言葉は知っていて当然のように語っていて、ズンドコベロンチョを今見ていなかったら業界人とは言えないだろうとまで語っている。「三上さん、見ました？」と部下たちから急にズンドコベロンチョについての話を振られた三上は、適当に「ああ、もちろんだよ、なかなかじゃないかあれ。たいしたもんだ」とつい知ったかぶりをする。「なんてことだ。俺の知らないことがあったとは屈辱だ」と、その後すぐに発売中のテレビ雑誌を読んだり、図書館で様々な辞典をひいたりしてズンドコベロンチョの意味を調べようとするが、どこにも載ってはおらず、全く意味を知ることができない。
気が付くと、「ズンドコベロンチョ」や略して「ズンベロ」は流行の中心となっていて、常に周囲の会話の中に「ズンドコベロンチョが…」、「やっぱズンベロだよ…」と出てくるほどで、三上の妻と娘のミカさえもズンドコベロンチョの話をしている。三上はその会話に聞き耳を立てるものの、その内容を得るには至らない。ズンドコベロンチョのことを聞こうとしても、娘を泣かせたり妻を怒らせてしまって、家族からもズンドコベロンチョの意味を知ることはできずに失敗する。
当然、三上も周囲の人間にズンドコベロンチョについての話を何度も振られるが、今更聞くに聞けない状況になってしまっていて、適当に相づちを打つしかなかった。しかし適当な相づちが的をはずれて、専務や店員を激怒させてしまうこともあった。意味を推測してもことごとく外れる上に、周囲や家族のズンドコベロンチョに関する会話の内容には共通性が無く、三上をますます混乱させる。
その後三上は、ズンドコベロンチョとはきっと「子供が好きなキャラクター」だと推測し、ズンドコベロンチョのイラストを想像のみで狂ったように描いた。そしてズンドコベロンチョが欲しいとおもちゃ店に尋ねただけで警備員を呼ばれ怒鳴られ警察に通報までもされてしまい、どう画策してもその言葉の意味を知ることが出来ず、半ば錯乱状態になってしまう。また、たびたび核心に迫るチャンスがありながらそれを逃し続ける。
そんな三上を尻目に、ついに会社でも大プロジェクト「ズンドコベロンチョ・プロジェクト」が立ち上がってしまう。しかも、三上がそのチーフとして責任者に大抜擢されてしまった。会社の業務連絡放送では「三上修二さんがズンベロプロジェクトのチーフに就任されました。ズンベロのことなら何がなくても三上まで。ズンドコベロンチョ三上におまかせ。三上バンザイ!!」とアナウンスされた上に、部下や上司たちに祝われ拍手されクラッカーを鳴らされ万歳が起こる。
進退窮まった三上は、ついに半泣きになって、皆に「教えて…、ズンドコベロンチョって、何?」と小声で尋ねる。そんな彼に、周囲は驚愕と失望の声を一斉に上げた。そしてその中で三上は「教えて～～!!」と大声で叫ぶのだった。

## リメイク
2015年11月21日放送の『25周年記念!秋の2週連続SP 傑作復活編』にてリメイクされた。視聴者投票6位。脚本は北川が新たに書き下ろしたほかジェーン・スーが脚本協力として参加している。 
リメイク版では、主人公の三上修二役は藤木直人が演じ、三上は、ITベンチャー企業の社長で、顔と名前を世間に知られているITの世界での有名人という設定に変更されている。三上が表紙を飾っている雑誌に掲載された三上のキャッチコピーは、「時代を席巻するIT界の寵児」、「インターネットより世界を知る男」と書かれている。オリジナル版の三上は妻と娘と暮らす妻子持ちであるが、今作では独身の一人暮らしという設定に変更されており、代わりに三上の家族は田舎に住む三上の祖母が登場する。オリジナル版と同じく三上は「何だってわかる。僕に知らないことなどこの世にない」、「もの（言葉）を知らないってことは重罪だ」という考えを持っている。
日々難解な言葉を活用していて、難解な言葉の意味を理解できない部下を「勘弁してくれよ」と叱責するIT社長三上は、ある日「ズンドコベロンチョ」や略語の「ズンベロ」なる自分の全く知らない言葉を耳にする。そして、「社長見ました？ズンベロ」と部下たちに話を振られた三上は、意味を知らないのにプライドからつい知ったかぶりをして「ああ、あれな。あれなかなかいいよな」と適当に答えてしまう。そして気が付くと自分の周りでいつも毎回「ズンドコベロンチョ」の話がされている状態となり、ズンドコベロンチョが何なのかわからない三上は困り果てる。
オリジナル版の時代設定はインターネットが一般的には普及していないバブル時代であったが、今作ではインターネットが発達した時代に則したものとなり、冒頭で三上は、何でもかんでも携帯で検索する言葉を知らない部下のことを「ググってんのかよ！」と叱責したり、その後三上自身が携帯電話（スマートフォン）やパソコンで「ズンドコベロンチョ」の検索をかけようとしたり検索をする描写がある。
しかしネット検索をしても、ズンドコベロンチョの説明文は、「ズンドコベロンチョとは、シナジーによる熱伝導が作用したオポチュニティーとも言える。すべてのフレームワークに適応可能なディストリビューションとナレッジマネジメントを最適なソリューションとしてデリバティブし、そのエビデンスをβ崩壊させエスティメートと認識されるとする。ズンドコベロンチョ以外のズンドコベロンチョについては後述する節ズンドコベロンチョを参照のこと」等、全く理解できない難解過ぎる言葉が並んでいて意味不明だったり、画像検索をかけた「ズンドコベロンチョの画像」はすべてバラバラでまるで共通性がなかったりで、ズンドコベロンチョの意味を知ることはできない設定になっている。またオリジナルと同じく図書館のような場所でたくさんの本を開いて調べる場面もあるが、しかしズンドコベロンチョの記述はどこにも載ってはいなかった。 
仕事で大切な商談相手であるニューヨークから来たジョンソン氏との食事会でもズンドコベロンチョの話が出て、三上はここでも知ったかぶりをした。しかしその知ったかぶりは的をはずれていて、ジョンソン氏を激怒させて帰らせてしまい、上手くいっていた仕事を破談にさせてしまう。その後三上は田舎にまで出向き、田舎に住む祖母にズンドコベロンチョについて聞きにいくが、「ズンドコベロンチョ」のことを祖母に尋ねた途端に祖母はパニックを起こしてしまい、結局祖母からもズンドコベロンチョの意味を聞けないままとなる。なお、三上の祖母の住んでいる地方では「ズンドコベロンチョ」の略語は「ズンベロ」ではなく「ドコチョ」になっていて、祖母はズンドコベロンチョのことは「ドコチョ」と言っている。 
オリジナル版で、ズンドコベロンチョとはキャラクターだと推測した三上が想像でズンドコベロンチョのイラストを描くシーンがあるが、そのシーンがそのままリメイクされている。今作では、ズンドコベロンチョとはきっとゆるキャラだという推測をした三上は、ズンドコベロンチョのイラストを想像で描いて、そのイラストを持ち、「ゆるキャラのズンドコベロンチョくんに会わせてくれ」と、とある会社に乗り込み警備員に止められるシーンがある。しかし今作ではこのシーンのみは夢オチであった。
ズンドコベロンチョが何なのかどうしても意味を知ることができないまま、最後に三上は内閣総理大臣から、2020年東京オリンピックの「ズンドコベロンチョ・アンバサダー」なる役職に抜擢されることとなる。テレビで生中継されている任命式のスピーチの場で、耐えられなくなった三上はついに「ズンドコベロンチョって、…何ですか?」と言い出し、そのことがネット中で大炎上を起こしてしまい、三上を馬鹿にしたコラージュ画像までたくさん作られ叩かれまくってしまう。そして日本のニュース番組ではもちろん世界中のニュース番組で、あの有名な三上修二社長がズンドコベロンチョを知らなかったという件が取り上げられ大々的に報道されてしまう。ラストシーン、任命式会場の三上は、会場内の全ての人々から罵倒されていろいろな物を投げつけられてしまっているその中で、「ねえ、教えて！ズンドコベロンチョって何～～!!」と叫んだ。

## スタッフ

### 1991年版
- 脚本 - 北川悦吏子
- 演出 - 金澤克次

### 2015年版
- 編成企画 - 増本淳、野崎理、大木綾子
- 原作・脚本 - 北川悦吏子
- 脚本協力 - ジェーン・スー
- 演出・プロデュース - 後藤庸介
- 制作 - フジテレビ、共同テレビ

## キャスト

### 1991年版
- 三上修二 - 草刈正雄
- 和田 -  田山涼成
- 専務 - 山崎満
- 部長 - 丸岡奨詞
- 斉藤 - 石井洋祐
- 藤原 - 羽田真
- 菅野玲子
- 小林こずえ
- 石黒正男
- 細川順子
- 竹中亜美
- 影山英俊
- 広瀬真奈実
- ヨコスカ潮也
- 沼田視戸美

### 2015年版
- 三上修二 - 藤木直人
- 美容院オーナー - 相島一之
- 美容師 - GENKING
- 三上の祖母 - 久松夕子
- 伊藤（三上の秘書） - 藤井美菜
- 杉田 - 笠原秀幸
- 平井 - 土佐和成
- 大沢 - ハマカワフミエ
- 大島 - 小松利昌
- ウェイター - 津村知与支
- 静香 - 松島花
- 駐禁のおじさん - 田窪一世
- 駐禁のおじさんB - 松葉眞
- 女性司会者 - 義達祐未
- 男性司会者 - 宇賀神亮介
- 受付嬢 - 森下ひさえ
- 警備員 - 森下サトシ
- ヤンキー店員 - 沖山翔也
- 男 - 吉川直人
- メイド - 八幡夏美
- ニュースの声 - MAEVAE
- ジョンソン - チャールズ・グラバー
- 内閣総理大臣（杉山隆三郎） - 山田明郷

## 特記事項
作者の北川悦吏子によると、知り合いのサラリーマンと懐石料理を食べている最中に「友人から電話が来ても結婚の話ばかりだ」と言い、「もし結婚と言う言葉が解らなかったらどうなるだろう。自分の知らない言葉が在るってのは怖い」と続けた。ならその解らない言葉は何がいいだろうと言うとそのサラリーマンは「ズンドコベロンチョはどうだろう」と言ったことからこの作品が誕生した。その後、会議でシナリオを出したところプロデューサーが即、映像化を決定し放送されることとなった。この番組で会議の際に即映像化が決定される作品は珍しい。北川は書いたらすぐ忘れていくため一度目に書いた脚本のデータを消してしまい二度目の脚本が使われている。
なお「ズンドコベロンチョ」の意味について、太田出版発行の『世にも奇妙な物語7』に収録されているノベライズでは、都市伝説の「牛の首」の様に「誰もが皆知ったふりをしているだけで実際は存在しない物」という事柄になっているが、この解釈はノベライズ独自の展開である。

## 備考
- ストーリーテラーであるタモリは、2009年4月6日に放送された『SMAP PRESENTS ドラマの裏の本当のドラマ』内で、最も好きな作品とコメントしている。
- 脚本の北川によると、当時、放送終了後に「ズンドコベロンチョ」に関する問合せが、フジテレビに約650件あった。
- オリジナルの1991年版の放送時間は約13分、リメイクの2015年版の放送時間は約21分である。
- オリジナル版の草刈正雄は30代で三上修二役を演じたが、リメイク版の藤木直人は40代で三上修二役を演じた。
- リメイクの2015年版のワンシーンの、主人公・三上（藤木直人）が想像だけで描いた「ゆるキャラのズンドコベロンチョくん」のイラストは、漫画家の中川いさみの4コマ漫画である「クマのプー太郎」に出てくる「キューポラ」というキャラクターである。これについては中川いさみ公式Twitterで、ズンドコベロンチョでちょっとだけ手伝ったということがツイートされている[2][3]。なお、この「ゆるキャラズンドコベロンチョくん（キューポラ）」のイラストはドラマ内のみの登場ではなく、その後ストーリーテラーのタモリの後ろにも飾られていた。

## ノベライズ
世にも奇妙な物語7（1991年7月23日発売 太田出版）
最初のノベライズ。展開の一部が小説オリジナルになっている。
世にも奇妙な物語III（1993年11月29日発売 太田出版）
『世にも奇妙な物語7』の文庫版。
世にも奇妙な物語 北川悦吏子の特別編（2003年3月11日発売 角川書店）
北川悦吏子の作品を集めたノベライズ。この本に収録されている作品が1991年のテレビドラマ作品にもっとも忠実に描かれている。